# Мелантієві
Мелантієві — родина багаторічних трав'янистих рослин порядку лілієцвіті. Колись належали до родини лілійні.

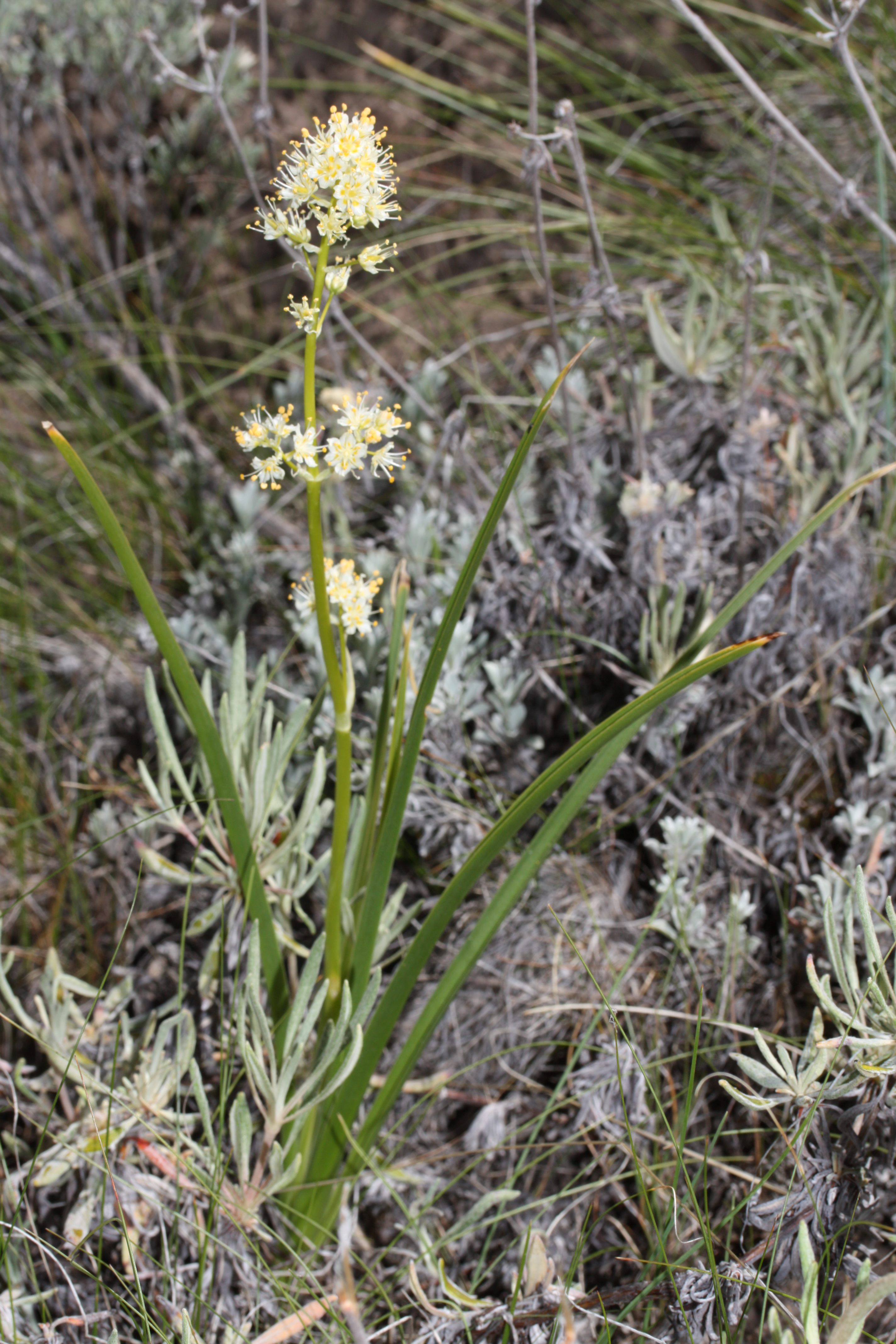
Zigadenus paniculatus з родини мелантієвих

Об'єднує 47 родів і 380 видів, широко розповсюджених, але найбільша їх різноманітність зустрічається в позатропічних областях північної півкулі і в Африці; лише небагато представників мелантієвих росте в тропічній Азії, Новій Гвінеї, Австралії, Новій Зеландії та Південній Америці.